# Evolocera championi
Evolocera championi es una especie de coleóptero de la familia Eupsilobiidae.

## Distribución geográfica
Habita en México, Guatemala y Honduras.